# Palazzo Gentile (Barletta)
Il Palazzo Gentile di Barletta venne costruito nella prima metà del 1600, dalla potentissima famiglia dei Gentile, già conti di Lesina. Nei secoli ha cambiato più volte destinazione d'uso.

## Storia
La famiglia Gentile divenne proprietaria del palazzo nel corso del 1500. 
Nel 1585 sono attestati numerosi ampliamenti strutturali. 
Tra il 1700 e gli inizi del 1800 fu sede del Regio Portulanato di Puglia, ovvero sia del Regio Tribunale Regionale.
Dal 1860 al 1865 ospitò la sede della Sottoprefettura di Barletta, ente reggente del circondario di Barletta, 390.000 abitanti nel 1921.
Subitò dopo divenne sede del Gabinetto di Lettura di Barletta, frequentato principalmente da nobili e intellettuali.
Il 18 luglio del 1900 al suo interno viene inaugurata la filiale Barlettana del Banco di Napoli.
Tuttora ospita una filiale locale della banca Intesa San Paolo.
Particolare contenuto al suo interno è una antica e pregevole cassaforte appartenuta al Banco di Napoli, ora in esposizione permanente nell'ingresso del palazzo.
Il Palazzo rientra stabilmente nelle residenze bancarie storiche, che saltuariamente vengono rese visitabili.

## Descrizione

### Esterno
Sulla facciata principale risplende l'enorme e monumentale portone, che fa da base a una grande loggia con finestra e stemma nobiliare della famiglia Gargano.
Il resto della facciata è adornato da 8 finestre e da leggeri elementi decorativi di fattura napoletana.
Prima della ristrutturazione novecentesca, il prospetto era composto da 4 finestre "a bocca di lupo", poi inglobate nelle attuali finestre di ferro e nella parte inferiore murata trovavano sede numerose attività commerciali.

### Interno
Il primo piano è a bugnato rustico, con le numerose finestre rettangolari che si aprono sul perimetro. Il piano nobile è diviso da quello terreno da una cornice in pietra su cui è inciso il nome del committente e la data di fondazione dell’edificio. Il piano superiore si presenta liscio e compartito dalle finestre che si presentano coronate da timpani spezzati e ricurvi da cui si dipartono fregi curvilinei e modanati ciechi in stile barocco.